# Những sinh vật huyền bí và nơi tìm ra chúng
Sinh vật huyền bí và nơi tìm ra chúng là một quyển sách được xuất bản năm 2001, bởi tác giả J. K. Rowling (dưới bút danh hư cấu là Newt Scamander) viết về những sinh vật huyền bí trong thế giới phù thủy của Harry Potter. Phiên bản gốc ban đầu là một quyển sách giáo khoa của Harry Potter trong năm học thứ nhất của mình được đề cập đến trong Harry Potter và Hòn đá phù thủy, là quyển đầu tiên trong bộ truyện Harry Potter. Quyển sách nhỏ này bao gồm nhiều ghi chú bên trong nó được cho là chữ viết tay của Harry, Ron Weasley, và Hermione Granger, một vài kinh nghiệm của bộ ba trong lúc học và mô tả các sinh vật huyền bí, bên cạnh đó là một vài câu đùa liên quan đến các sự kiện trong bộ truyện.
Trong một cuộc phỏng vấn năm 2001  với nhà xuất bản Scholastic, Rowling  nói rằng cô ấy chọn chủ đề của Sinh vật huyền bí bởi vì đó là một chủ đề thú vị mà cô ấy đã phát triển rất nhiều thông tin trước đó trong quyển Hòn đá phù thủy. Tên của Rowling không xuất hiện trên trang bìa của ấn bản đầu tiên mà được ghi dưới bút danh "Newt Scamander", người được đề cập trong bộ truyện là đã viết cuốn sách này. Ngoài quyển này Rowling còn viết thêm quyển Quidditch Qua các thời đại, Những chuyện kể của Beedle người hát rong.
Vào ngày 12 tháng 9 năm 2013, Warner Bros và Rowling đã thông báo, họ sẽ hợp tác sản xuất một bộ phim lấy cảm hứng từ cuốn sách, và đây sẽ là phim đầu tiên trong một loạt gồm 5 phim mới về thế giới phù thủy. Chính Rowling sẽ đóng vai trò làm nhà biên kịch cho loạt phim mới này. Bà đã lên một kế hoạch cho bộ phim sau khi Warner Bros. đề nghị ý tưởng. Câu chuyện kể về nhân vật chính là Newt Scamander tại thành Phố New York, 70 năm trước khi câu chuyện của Harry. Bộ phim được phát hành vào ngày 18 tháng 11 năm 2016.
Ngày 14 Tháng 3 năm 2017, một ấn bản mới của cuốn sách đã được xuất bản với việc bổ sung sáu sinh vật mới và lời mở đầu của Newt Scamander. Đây là một bản sách mới không kèm hình ảnh hay chữ viết tay của các nhân vật như bản trước. Tiền thu được từ phiên bản này được tặng cho Lumos cũng như Comic Relief.

## Nội dung
Theo Bộ Pháp thuật thì Quy chế và Kiểm soát Sinh vật Huyền Bí tạo nên bảng phân loại này với tất cả các loài đã biết: quái thú, các loài có thực hay tưởng tượng - đặc biệt là loài thông minh, và linh hồn. Những điều này cung cấp một hướng dẫn để nhận thức mức độ nguy hiểm của một sinh vật.
XXXXX: Sát phù thuỷ,Khó đào tạo hoặc thuần hóa
XXXX: Nguy hiểm/ Đòi hỏi kiến thức chuyên môn/ Pháp sư tay nghề cao có thể xử lý
XXX: Phù thủy cao tay ấn có khả năng đối phó
XX: Vô hại/ Có thể được thuần hóa
X: Nhàm chán

## Về tác giả Newt Scamander
Newton (‘NEWT’) Artemis Fido Scamander* sinh năm 1897. Niềm say mê với những sinh vật vô thường của ông được nuôi dưỡng từ người mẹ có niềm đam mê nuôi Bằng mã kiểng. Sau khi tốt nghiệp Trường Đào tạo Phù thủy và Pháp sư Hogwarts, ông Scamander làm việc tại Bộ Pháp thuật trong Sở Kiểm soát và Điều hòa Sinh vật Pháp thuật. Sau hai năm làm ở Văn phòng Tái định cư Gia tinh, năm tháng mà tác giả mô tả là “nhạt nhẽo cùng cực”, Newt được thuyên chuyển đến Cục Phân loại Sinh vật, tại đây, vốn kiến thức đồ sộ về những sinh vật pháp thuật kỳ dị ấy trở thành bước đệm vững chắc khiến ông thăng tiến nhanh chóng .
Dù gần như đơn phương chịu trách nhiệm về Bản Danh sách Người sói năm 1947, ông nói rằng điều khiến ông tự hào nhất là lệnh Cấm Phối giống Thực nghiệm, được thông qua năm 1965, thực sự đã ngăn chặn được việc lai tạo ra những loài quái vật mới và không thể thuần hóa được trong đất nước Anh. Công việc của ông Scamander ở Cục Cưỡng chế và Nghiên cứu Rồng là cơ duyên của nhiều chuyến đi nghiên cứu tại nước ngoài, trong suốt các chuyến đi ông đã tích góp tư liệu để tạo nên cuốn sách bán chạy toàn cầu Sinh vật Huyền bí và Nơi Tìm ra Chúng, hiện đã là lần tái bản thứ năm mươi hai.
Newt Scamander được trao Huân chương Merlin Đệ Nhị Đẳng năm 1979, công nhận cống hiến của ông trong ngành nghiên cứu sinh vật pháp thuật, Sinh vật Pháp thuật học. Hiện nay đã nghỉ hưu, ông sống tại Dorset cùng vợ, bà Porpentina và đám thú cưng Kneazle gồm: Hoppy, Milly, và Mauler.

## Các sinh vật huyền bí
| - Acromantula - Nhện khổng lồ - Ashwinder - Rắn tro - Augurey - Phượng Hoàng Ireland (Chim báo điềm) - Basilisk - Tử xà - Billywig - Ong bồng bềnh - Bowtruckle - Vệ Mộc (Que Xạo) - Bundimun - Nấm nhầy - Centaur - Nhân mã - Chimaera - Hổ Dương Xà - Chizpurfle - Ký sinh trùng Chizpurfle - Chupacbra - Thằn lằn hút máu - Clabbert - Ếch khỉ - Crup - Chó sục đuôi nĩa - Demiguise - Hầu Tiên (Ẩn hầu) - Diricawl - Chim Cưu - Doxy - Tiên nhức nhối - Dragon - Rồng - Antipodean Opaleye - Rồng Mắt Ngọc Châu Đại Dương - Chinese Fireball - Rồng Cầu Lửa Trung Hoa - Common Welsh Green - Rồng Xanh Xứ Wales - Hebridean Black - Rồng Đen Xứ Hebrides - Hungarian Horntail - Rồng Đuôi Gai Hungary - Ridgeback Na Uy - Rồng Lưng Xoáy Na Uy - Vipertooth Peru - Rồng Nanh Độc Peru - Rumanian Longhorn - Rồng Sừng Dài Rumani - Swedish Short-Snout - Rồng Mõm Cụt Thụy Điển - Ukraine Ironbelly - Rồng Bụng Sắt Ukraine - Dugbog - Quái đầm lầy Dugbog - Erkling - Ác tinh - Erumpent - Sừng nổ | - Fairy - Tiên nhí - Fire crab - Cua lửa - Flobberworm - Giun xì - Fwooper - Vẹt điên Châu Phi - Ghoul - Ma xó - Glumbumble - Bọ buồn bã - Gnome - Ma lùm (Ma bụi) - Graphorn - Sừng chiến - Griffin - Điểu sư - Grindylow - Thủy quái Grindylow - Hippocampus - Ngư mã - Hippogriff - Bằng Mã - Horklump - Móng đỏ - Horned Serpent - Rắn Sừng - Hodag - Cóc hề - Imp-Quỷ lùn - Jarvey - Chồn tinh - Jobberknoll - Chim sinh lặng tử vang (Chim leng keng) - Kappa - Thủy quái Kappa - Kelpie - Thủy quái Kelpie - Knarl - Quái nhím - Kneazle - Quái miêu - Leprechaun - Quỷ râu rậm - Lethifold - Áo tử thần (hay còn gọi là Vải Liệm Sống) - Lobalug - Bắc Hải Trùng - Mackled Malaclaw - Tôm phát ban - Manticore - Quái sư bọ cạp - Marmite - Mực ve - Merpeople - Người cá - Moke - Mooncalf - Nguyệt ngưu - Murtlap - Chuột Biển - Matagot - Mèo canh gác | - Niffler - Đào Mỏ - Nogtail - Heo đuôi cụt - Nundu - Báo quỷ - Occamy - Dực Xà - Obscurus - Ký sinh trùng Obscurus - Phoenix - Phượng hoàng - Pixie - Yêu nhí - Plimpy - Cá bong bóng - Pogrebin - Bóng Quỷ - Porlock - Vệ Mã (hay Mã Tinh) - Puffskein - Bông Thoa Lùn - Quintaped - Quái năm chăn - Ramora - Cá Neo (Cá Bảo Hộ Ngư Dân) - Red Cap - Quỷ chiến trường (Mũ Đỏ) - Re'em - Bò vàng (Khổng Ngưu) - Runespoor - Rắn ba đầu - Salamander - Kỳ nhông lửa - Sea Serpent - Hải xà - Shrake - Cá tuyết gai - Snallygaster- Điểu xà - Snidget - Chim Snidget - Sphinx - Nhân sư - Streeler - Sên ngũ sắc - Tebo - Heo tàng hình - Troll - Quỷ khổng lồ - Thunderbird - Lôi Điểu (Chim Sấm) - Threshal - Vong mã - Unicorn - Bạch kỳ mã - Wampus cat - Mèo Thấu Tưởng - Werewolf - Người sói - Winged horse - Ngựa có cánh - Yeti - Chân to (hay Người Tuyết Gớm Ghiếc) - Zouwu - Mèo ngũ sắc khổng lồ |

## Chuyển thể thành phim
Sinh vật huyền bí và nơi tìm ra chúng là một bộ phim giả tưởng lấy cảm hứng từ cuốn sách cùng tên của J. K. Rowling. Một phần ngoại truyện của loạt phim Harry Potter và đạo diễn David Yates. Có sự góp mặt của các ngôi sao như Eddie Redmayne, Katherine Waterston, Alison Sudol, Dan Fogler, Samantha Morton, Ezra Miller, Colin Farrell, Faith Gỗ-Blagrove, Jenn Murray, Jon Voight và Ron Perlman. 
| Năm  | Tên phim                                       |
| ---- | ---------------------------------------------- |
| 2016 | Sinh vật huyền bí và nơi tìm ra chúng          |
| 2018 | Sinh vật huyền bí: Tội ác của Grindelwald      |
| 2022 | Sinh vật huyền bí: Những bí mật của Dumbledore |